# Grävenwiesbach
Grävenwiesbach é um município da Alemanha, situado no distrito do Alto Taunus, no estado de Hesse. Tem 43,16 km² de área, e sua população em 2019 foi estimada em 5.317 habitantes.